# Dänische Euromünzen
Die dänischen Euromünzen sind die für Dänemark vorgesehenen Umlaufmünzen der gemeinsamen europäischen Währung Euro. Das gesetzliche Währungsmittel in Dänemark ist die Dänische Krone.
Das Design der dänischen Münzen wurde am 22. August 2000 auf einer Pressekonferenz bekanntgegeben. Auf den Münzen war entweder Königin Margrethe II. oder die dänische Königskrone abgebildet.
Durch die Ablehnung des Maastricht-Vertrages 1992 erhielt Dänemark zusammen mit dem Vereinigten Königreich das Recht, sich gegen den Euro auszusprechen. Trotzdem gehört das Land seit 1999 dem Wechselkursmechanismus II der Europäischen Union an und kann jederzeit die Gemeinschaftswährung Euro einführen.
Die 2000 vorgestellten Entwürfe aller acht Nominale entsprechen mittlerweile nicht mehr den geltenden Gestaltungsrichtlinien der EU-Kommission von 2008, da die zwölf Sterne nicht analog der Europaflagge angeordnet sind. Zudem ist Margrethe II. seit Januar 2024 nicht mehr Königin.

## Volksabstimmungen zum Euro

### Referendum 2000
Durch das Referendum vom 28. September 2000 stoppte die Bevölkerung das Vorhaben. Eine Mehrheit von 53,2 % stimmte bei einer Wahlbeteiligung von 87,5 % gegen den Beitritt zur Eurozone.

### Geplantes Referendum
Eine erneute Volksbefragung soll es erst geben, wenn eine Zustimmung zum Euro wahrscheinlich ist. Zwischenzeitlich stieg das Interesse der Bevölkerung am Euro. Da das Land die Konvergenzkriterien vorbildlich erfüllt, könnte es bei einem erneuten (positiven) Referendum den Euro sofort einführen. Seit 2009 mit Beginn der Eurokrise ist das Thema in Dänemark nicht aktuell. Derzeit ist nicht absehbar, wann ein Referendum zur Euroeinführung in Dänemark stattfinden wird.

### Zukunftsperspektive
Die Europäische Kommission wollte den Euro in allen EU-Ländern bis 2025 einführen. Laut Finanzkommissar Pierre Moscovici soll allerdings kein Land gezwungen werden, den Euro einzuführen, „aber wir werden versuchen, einen Rahmen zu schaffen, so dass es ein Angebot ist, das man nicht ablehnen kann.“ Laut Jyllands-Posten bedeutet dies eine wahrscheinliche Einführung des Euro in Dänemark innerhalb von acht Jahren (bezogen auf 2017).